# موسوعة كيوتو للجينات والمجينات
موسوعة كيوتو للجينات والمجينات (KEGG) هي مجموعة من قواعد البيانات على الإنترنت تهتم بالمجين ومسارات الأنزيمية والمواد الكيميائية البيولوجية. قاعدة البيانات تسجل شبكات التفاعلات الجزيئية في الخلايا ومتغيراتها المحددة لكائنات معينة. منذ يوليو 2011، تحولت الموسوعة إلى نموذج الاشتراك، ولم تعد مجانية.

## روابط خارجية
- الموقع الرسمي
- موقع موسوعة كيوتو للجينات والمجينات
- دخول الموسوعة في ميتابيس